# پیهلایستو
پیهْلایِسْتو (به فنلاندی: Pihlajisto) یک منطقهٔ مسکونی در فنلاند است که در هلسینکی واقع شده‌است.